# 小田堅立
小田 堅立（おだ けんりゅう、1865年2月5日（元治2年1月10日） - 1944年（昭和19年）5月26日）は、日本の教育者。

## 経歴
1865年（元治2年）、備中国下道郡岡田村（現・岡山県倉敷市）出身。幼名は三宅武助。小田家を再興するに際し堅立と改名。
同志社英学校を卒業後、渡米してオハイオ州のオーバリン大学を卒業。1887年に帰国し、岡山県尋常中学校、1896年福岡県立尋常中学修猷館の教諭・教頭を経て、1898年岡山県商業学校の初代校長に就任する。「商業に国境なし」の信念のもとに、修身にかえて倫理を原書で教え、実用英語の講座を開くなど、世界に通用する商人の教育に努めた。1902年に岡山市立岡山商業学校が創立すると、1909年までその校長を兼任した。
1914年病気のために依願退職し、その後、京和銀行岡山支店長、敦賀商業学校校長、東京商工奨励館館長などを歴任した。